# Карел Буркерт
Карел Буркерт е бивш чехословашки футболист, вратар. Известен като играч на Левски (София) в периода 1933 – 1934 г. и участник на Световното първенство през 1938 г. в националния тим на Чехословакия.

## Клубна кариера
Започва кариерата си в Олимпия Бърно. След това играе в отбора на фабриката за обувки „Бата“. През април 1933 г. пристига в България и играе за Левски (София). Записва 7 мача в първенството и около 20 контролни срещи, като оставя добро впечатление с изявите си. През юни 1934 г. напуска България, тъй като затваря фабриката си и ограниченията от страна на БНБ му пречат да работи.
Буркерт подписва професионален договор с Жиденице (Бърно) и става титулярен страж на отбора. Изиграва над 100 двубоя за тима. От 1941 до 1946 г. играе за Боровина (Требич).

## Национален отбор
На 1 април 1934 дебютира за националния отбор на България в приятелски мач срещу Югославия. В него „трикольорите“ побеждават с 3:2, а Карел играе страхотно. Тъй като няма българско гражданство, чехът може да пази само в контроли. Поради тази причина трябва да му се издаде гражданство, за да играе в мачовете с Австрия и Унгария. Впоследствие това не става, а България губи и двата мача.
Скоро след завръщането си в Чехословакия дебютира за националния отбор на родината си в мач с Швейцария. През 1938 г. е реверва на легендарния Франтишек Планичка на Световното първенство. В 1/4-финалния мач с Бразилия, завършил наравно, Планичка се контузва. По тогавашния правила мачът се преиграва и така Буркерт пази в реванша, загубен с 1:2.